# Sportfiske

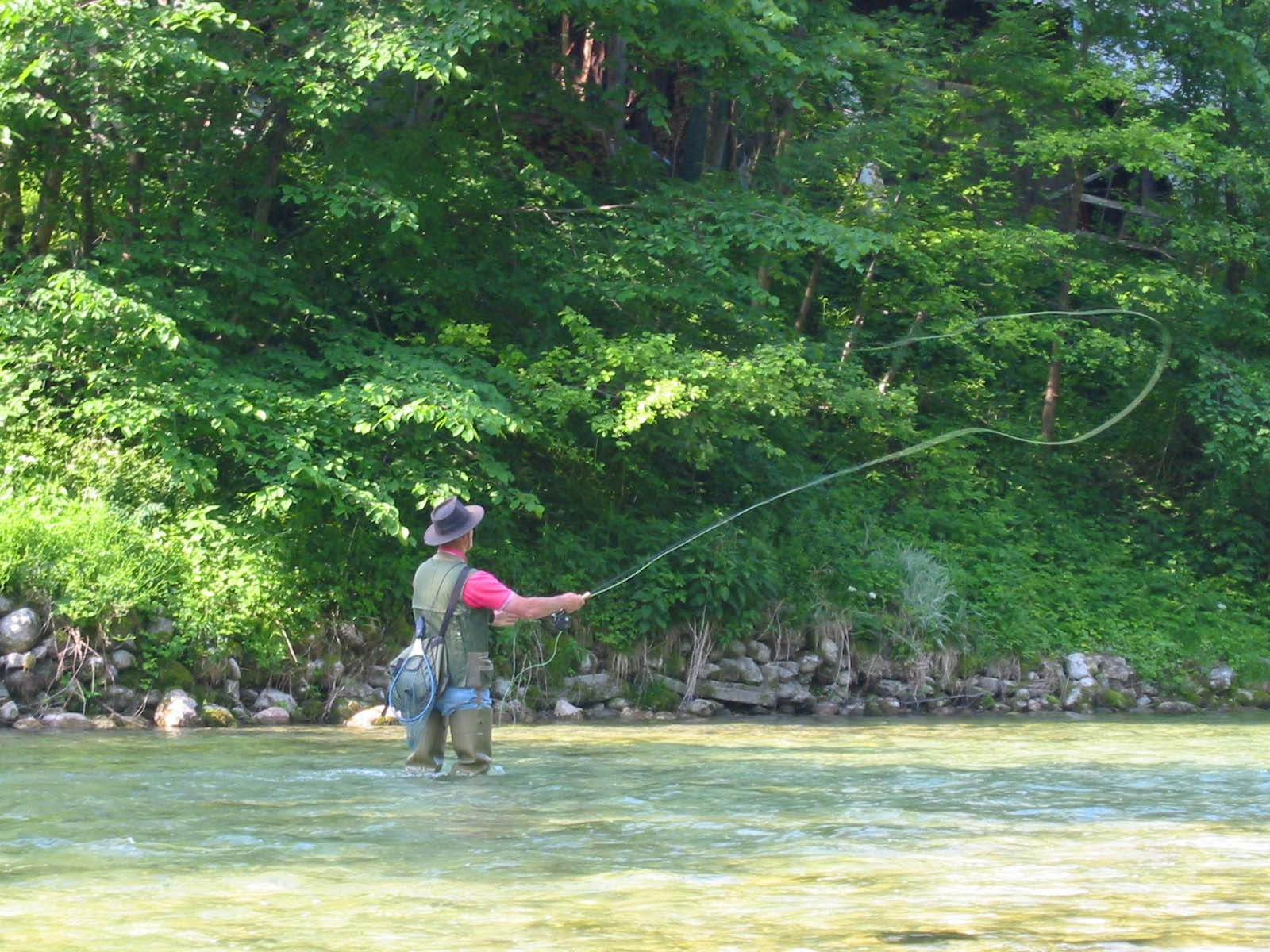
Flugfiske

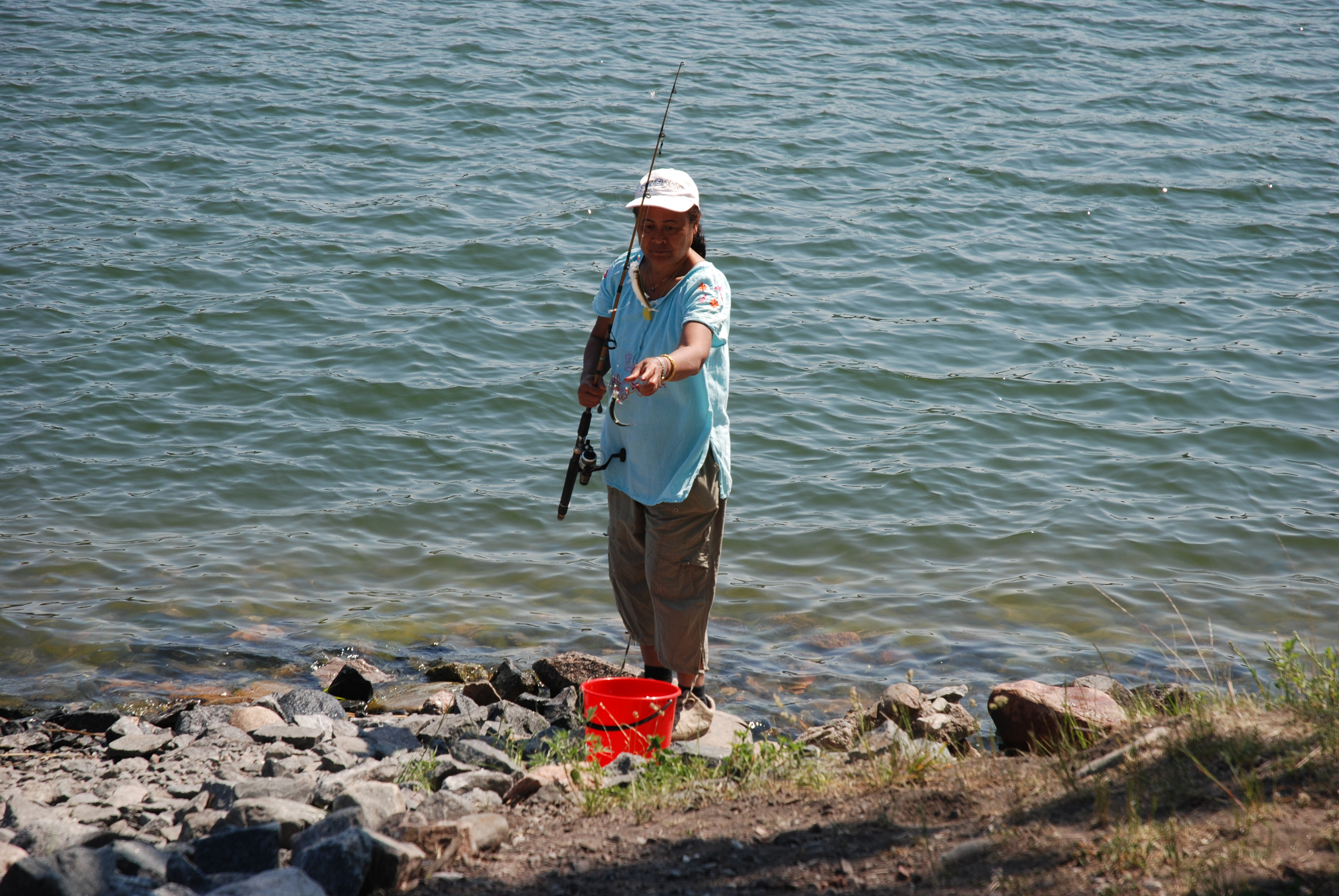
Strömmingsmete i Roslagen

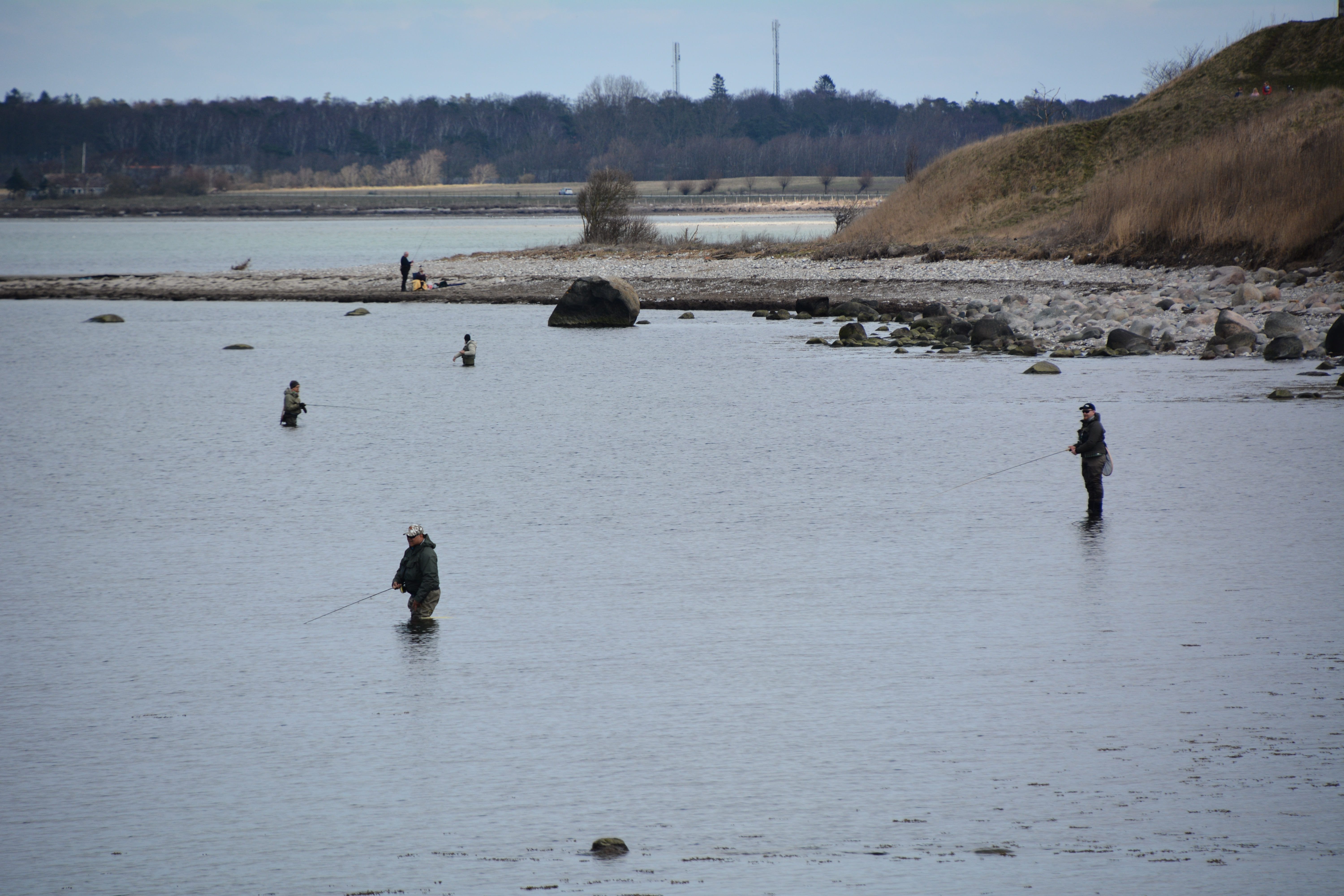
Öringsfiske i Lundåkrabukten i Öresund norr om Barsebäckshamn

Sportfiske, fritidsfiske, är fiske i rekreationssyfte. Några typer av sportfiskemetoder är mete, pimpelfiske, spinnfiske och flugfiske.

## Mete

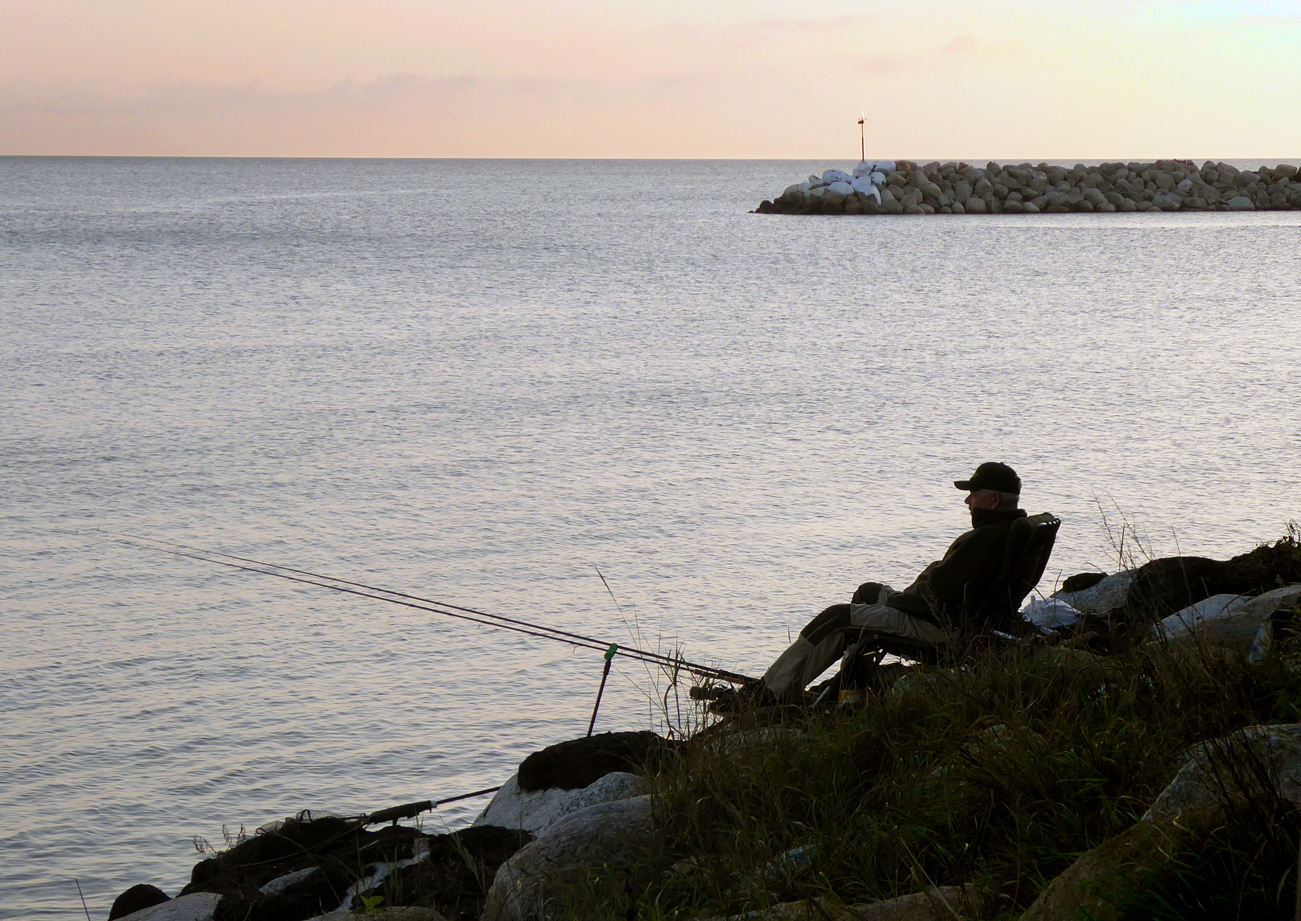
En man metar vid Ystads småbåtshamn 2018.

Mete är den äldsta dokumenterade metoden av fiske med handredskap. Normalt använder man ett fiskespö tillsammans med en metrev. Mete kan ske på många olika sätt. Ett vanligt sätt är att dela in metet efter typ av art (rovfisk, vitfisk, ädelfisk). Ett annat sätt efter nappindikator (flötmete, bottenmete etc). Ännu ett sätt är att kategorisera efter typ av utrustning (toppknutet, rullspö, etc). Toppknutet innebär ett traditionellt metspö med fast rev, knuten i toppen.
Bäckmete
Bäckmete bedrivs främst efter bäcköring och bäckröding i bäckar och mindre åar, långt upp i skogen eller högt upp på ett fjäll eller långt ut på en myr brukar man kunna finna stor bäcköring. Vid bäckmete används i regel ett relativt långt metspö med toppknuten lina. Mask används som agn och flöte används inte, utan krok, tyngd och agn får driva i strömmen. Bäckmete är ett utpräglat smygfiske där det gäller att röra sig tyst och försiktigt för att inte skrämma fisken. Om man har solen i ryggen kan ens skugga synas på vattenytan och skrämma fisken.
Ismete
Ismete bedriver man med korta spön på cirka 100 cm. Det går att använda både haspelrulle och multirulle. En nylonlina med minst 0,40 mm diameter är att föredra, eller en flätlina som inte suger upp vatten, som annars fryser till is. Isborren bör vara minst 200 mm för att man ska klara de större gäddorna på över 10 kg samt de stora breda gösarna. Man kan även ismeta från havsis, efter gråsej och torsk.
Tävlingsmete
Tävlingsmete går oftast ut på att man lottas till en begränsad plats på en tävlingssträcka och ska där under en begränsad tid försöka få ihop en så hög vikt av fisk som möjligt. Det finns två former av tävlingsmete, internationellt mete och traditionellt mete. Den ena formen går ut på att locka fisken till sig och den andra på att hitta den fisk som finns på platsen där man står.

## Pimpling

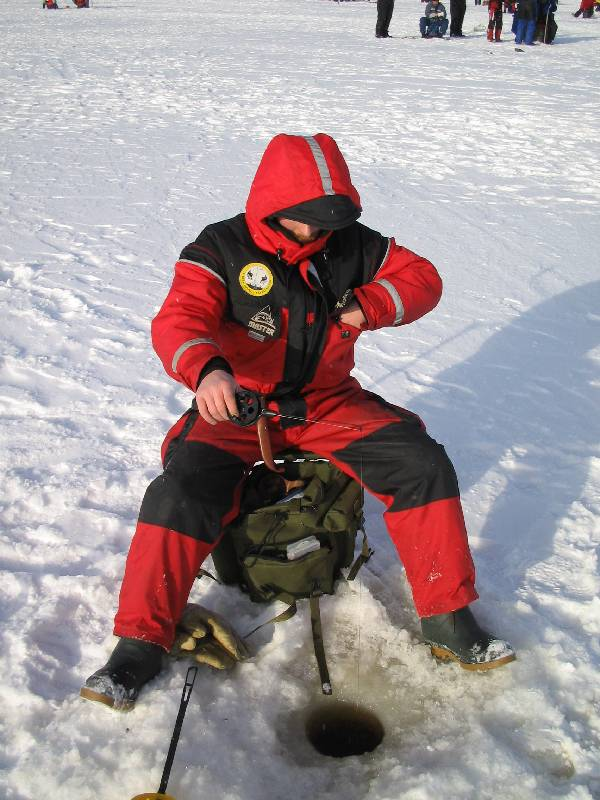
Pimpelfiske.

Pimpling är en form av mete där man fiskar genom ett hål i isen på vintern. Som fiskeredskap används ett kort spö som hålls med en hand, ett pimpelspö. Med små knyckar med handleden fås blänket att röra sig på ett sätt som lockar fisken att svälja det. Den vanligaste fångsten vid pimpling är abborre, eller längre norrut i Sverige röding. Pimplare använder ibland ett litet flyttbart hus på medar att pimpla i, en "pimpelark". Man kan även fiska med pimpelspö resten av året, från bryggor och båtar. Även då kallas fiskemetoden för "pimpling", eftersom man använder ett pimpelspö.
Pimpling efter lake är en speciell tradition på Vättern de vintrar då isen lägger sig. Förr fiskades mycket lake från fiskearkar, lokalt benämnda ”lakabusar", små torrdassliknande byggnader som försågs med medar för att lätt kunna transporteras   ut på isen. De små portabla husen gav bra skydd mot väder och vind. Man hade ibland små kaminer i "busarna" för att få det lite extra varmt och skönt.
 Fiskearkar som väderskydd vid pimpling är också vanliga på Torneträsk och andra sjöar i Norrland.
Krokar och beten vid pimpling
Vid pimpling kallas fiskedonet pirk eller pimpel. Detta ska inte blandas samman med pilk, som är ett fiskesätt med rev, sänke och krok men utan spö och vanligt vid torskfiske. Fiske efter abborre sker oftast med vertikalpirk eller balanspirk även kallad balansare. Rödingfiske med ett större blänke, en rysk specialitet är mormyskafiske, med en liten förtyngd krok, vanligen i volfram, som oftast är dekorativt målad. Till agn används mestadels fluglarver eller fjädermygglarver. Det går dock även att pimpla utan bete, fisken nappar ändå.

## Spinnfiske
Spinnfiske är en form av sportfiske där man använder ett fjädrande spö och en 50-200 meter lång rev i vars ände ett fiskedrag knyts fast. Det kan vara en wobbler, ett skeddrag, en jigg eller en spinnare, Jerkbait, den typ av drag som gett namn till denna form av fiske. Den tredje, och kanske viktigaste komponenten är spinnrullen, vilken kan vara av typen haspelrulle, lågprofilrulle eller multiplikatorrulle, oftast kallad multirulle, vilken oftast dessutom är utrustad med en slirbroms.
Vid utkastet av fiskedraget används centrifugalkraften, och med olika personliga tekniker bringas spöet i en sådan rörelse att draget vid bromsens frisläppande far iväg från kastaren i en önskad riktning, där man tror att fisken befinner sig.
Vid fiske med skeddrag låter man draget ibland sjunka något. I andra fall börjar man veva med en gång, ibland ända till botten, medan man vid användning av spinnare spinner hem draget nästan utmed ytan. Vid spinnfiske med wobbler används olika metoder beroende på om wobblern sjunker eller är av den flytande sorten.
Jigg
Jigg är antingen ett plast- eller hårbete, med ett jigghuvud som fungerar som tyngd som är fäst vid öglan, oftast utrustad med en enkelkrok på ryggen, ibland trekrok på magen som man kan montera bort. Det förekommer även varianter där det finns både trekrok på ryggen och magen, som man kan montera bort eller byta till annan, populärt vid fiske i söt- eller bräckvatten efter abborre, gädda och gös. Oftast skall den föreställa en fisk, men kan även föreställa en kräfta, mask, ödla eller vara rena fantasikreationer. En del jiggar är utrustade med rasselkammare för att öka ljudeffekten i vattnet och därmed locka fisk i större områden. Ett litet mjukplastbete med jigghuvud (blyförtyngd enkelkrok), med eller utan tyngd och med eller utan flöte, (användningen av flöte är sällsynt) är den vanligaste metoden att montera en jigg. Eftersom jiggen inte kan röra sig själv förutom när den sjunker eller om båten guppar eller det är strömt, kan fiskaren lyfta med fiskespöet och veva in lina för att jiggen ska röra sig lockande. Metoden kan också användas för fiske efter saltvattensfiskar som gråsej, hälleflundra och torsk. En del jiggar har doft impregnerad i sig för att öka lockelsen för fisk.
Jerkfiske
Jerkfiske sker främst efter gädda, dock fångas även abborre, gös och havsöring under detta fiske. Oftast sker det med wobbler som saknar en haksked. Vanligtvis används en tafs som är gjord av pianotråd, mjuk tafs eller fluorcarbon och lekanden för att hindra att fisken biter av linan och för att ge betet den rätta rörelsen för att locka till hugg. För jerkfiske används oftast spunnen stum lina (polyfil) och korta, styva spön som ska agera som dirigentpinne. Den stumma linan ger en total känsla över hur betet rör sig under vattnet.
Trolling
Inte att förväxla med trålning. Trolling är en sportfiskemetod där man drar beten efter en båt med hjälp av en båtmotor. Ror man utan hjälp av motor kallas det för dragrodd. Trollning förbjuds ibland under vissa perioder, oftast när fisken leker.

## Flugfiske

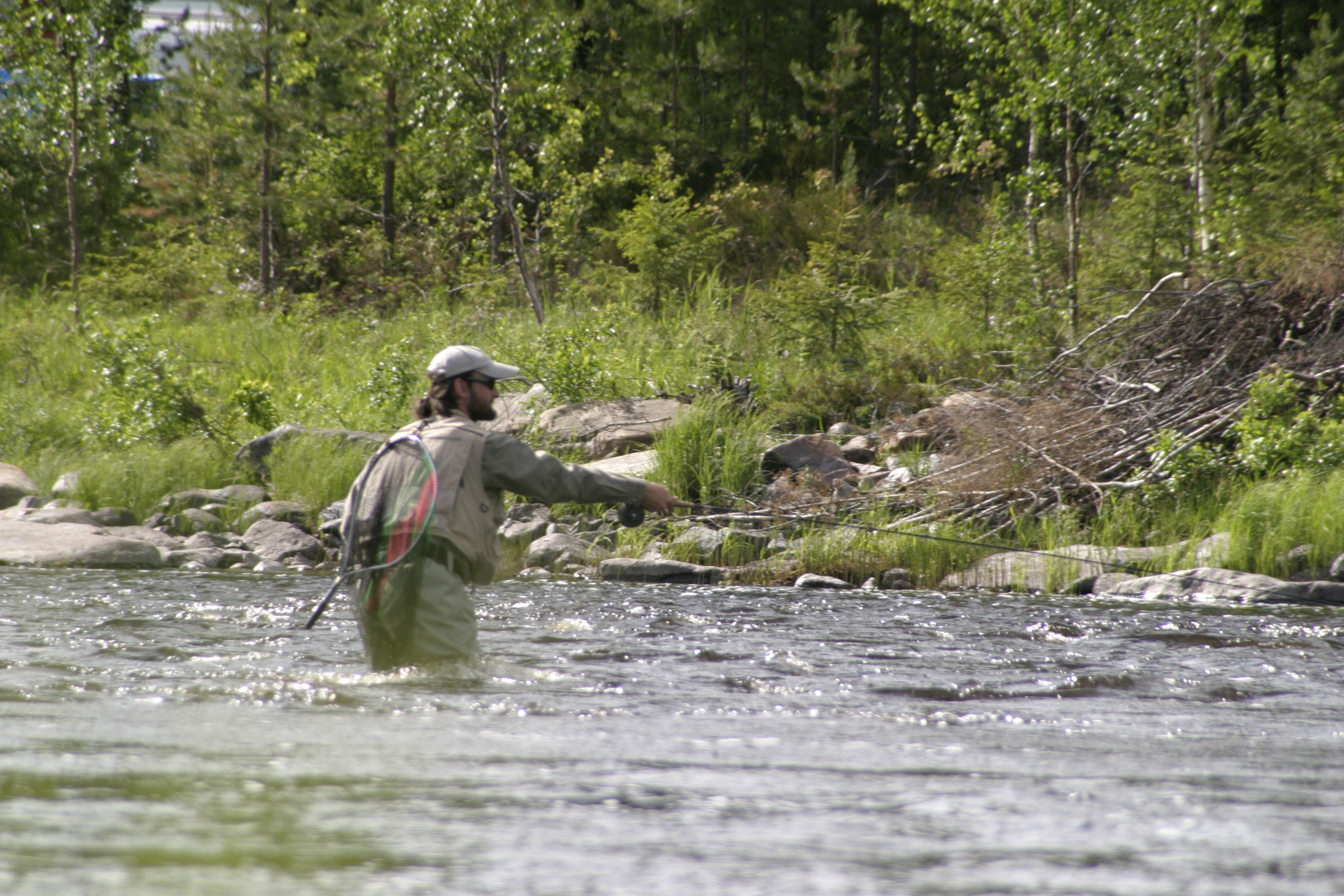
Flugfiske

Flugfiske är den typ av sportfiske som bedrivs med en fiskefluga som bete och med ett särskilt för detta tillverkat flugspö för en fluglina. Oftast imiterar flugan fiskens naturliga föda, och man försöker lura fisken genom att välja en fluga som imiterar den insekt (eller fisk) som fisken äter för tillfället. Flugor finns av olika typer. 
Flugfiske idkas både i strömmande vatten och insjöar. På senare tid har även det havsbaserade flugfisket blivit vanligare. I stort sett alla fiskarter kan fiskas med flugspö, vanligast är dock flugfisket efter harr, öring/havsöring, lax, röding och på senare tid också gädda.
Flugfisket skiljer sig, tekniskt sett, från spinnfiske och haspelfiske genom att det vid flugfiske inte är betet, flugan, utan den utkastade tjocka/tunga delen av linan, fluglinan som utgör kastvikten. 
Flugrullens uppgift är att magasinera fluglinan och användas under drillningen, inte såsom hos spinn- och haspelrullen till för att medverka i själva kastet.
Flugspön kallas de spön som är avsedda för flugfiske med fluglina. De tillverkades tidigare av greenheart och några andra träslag men allt vanligare av bambu (splitcane), och görs numera i glasfiber eller (framförallt) kolfiber och boron. Längden på ett flugspö varierar från cirka 6 till 17 fot (cirka 1,5-5,2 m). Vanligast är (8 till) 9 fot (cirka 2,4-2,7 m). Flugspön har olika aktion eller böjningskurva vid kastet. Så kallad toppaktion, halv aktion eller helaktion betecknar böjningslängd och avtagande snabbhet på spöts kastförmåga.
Flugspön liksom fluglinor klassificeras enligt det så kallade AFTM-systemet som baseras på vikten av fluglinans första 30 fot, det vill säga cirka 9,15 meter. Det finns utrustning för AFTM-klass från 1 till 12, där 12 är tyngst. Flugspö och fluglina ska passa ihop. Vanligast används flugspön och fluglinor med klass 5 eller 6 för normalt fiske efter öring, harr eller röding. För flugfiske efter lax, havsöring eller gädda används i regel olika längre spön med högre/tyngre klasser. För fiske i småvatten används med fördel lättare klasser på lina och spö (ofta med kortare spölängder än 8 fot).
Själva kastet som man utför under flugfiske är lite mer komplicerat än för de övriga kastspöfisketeknikerna. Kastet är en viktig del inom flugfisket och det ligger stor träning bakom ett bra kast. Det vanliga kastet är en rytmisk kombination av bakkast och framkast, i synkront samspel i ungefär vågrätt plan. I bakkast laddas framkastförmågan av belastning genom den i luften utsträckta fluglinans tyngd på spöt vid det åtföljande framkastet, då linan och flugan läggs rakt ut på vattnet med styrd precision i riktning och längd. Vid upprepning med enbart luftkast, så kallat blindkast, kan linlängden samtidigt ändras (eller torrflugan torkas inför nytt utkast) utan att ha för fisk störande kontakt med vattnet. Andra kast (switch-, roll- eller speykast) används när tillräckligt fritt utrymme för bakkast saknas eller vid användning av en för bekvämt bakkast tyngre lina, för de högre/högsta klasserna på spö och lina.
Det är vanligt att flugfiskare lär sig eller övar kastteknik (eller testar utrustning) ute på gräsmatta eller inomhus i stora salar. Det finns även en kasttävlingstyp vid namn "casting" där man tävlar i precision och längd vanligen på land med ett flugspö.

## Havsfiske
Havsfiske kan bedrivas på många sätt, vid fiske efter större havsfiskar som till exempel svärdfisk och haj använder man spön med kullagerrullar fästa i fiskespöets öglor, för att motverka friktion och linbrott, dessa spön är ej avsedda att kasta med utan man släpper ut linan med hjälp av till exempel båtmotorn. Oftast använder man multirulle, som Penn multirulle, ibland utrustad med räkneverk som finns monterad på rullen, så man kan se hur mycket lina det är mellan fisken eller betet och sig själv. Annan metod är släpdörjning, med till exempel vikt eller paravan för att hålla ner reven.

## Dapping
Dapping är en sportfiskemetod främst använd på stora sjöar på Irland och i Storbritannien. Vid dapping används ett långt spö, en lång lätt lina och en krok agnad med en slända. Med vindens hjälp låter man den sländagnade kroken sväva över vattnet för att locka öringen till hugg. En av föregångarna till flugfisket.

## Tävlingsfiske
Tävlingsfiske med handredskap har en lång tradition internationellt. I Sverige bedrivs det många olika sorters tävlingar. En del tävlingar är sanktionerade av Sveriges Sportfiske- och Fiskevårdsförbund, (Sportfiskarna). Förbundet stödjer flera olika discipliner.
Utöver Sportfiskarnas verksamhet bedrivs det flera andra olika tävlingsformer av sportfiske. En del är egna discipliner. Andra är varianter av tävlingar där reglerna mer eller mindre skiljer sig från Sportfiskarna regler. En av dessa tävlingsformer, som är populär i Sverige, är att tävla om vem som fångat störst exemplar av vissa arter. Dessa tävlingar kallas Specimentävlingar.

## Källhänvisningar
1. ↑  ”Arkiverade kopian”. Arkiverad från originalet den 26 mars 2010. https://web.archive.org/web/20100326092943/http://www.lst.se/jonkoping/projektwebbar/fiskaivattern/Fisk+och+Fiske/lake.htm. Läst 3 mars 2009.
2. ↑   pirk i Nationalencyklopedins nätupplaga. Läst 16 februari 2015.
3. ↑   pimpel i Nationalencyklopedins nätupplaga. Läst 16 februari 2015.
4. ↑   pilk i Nationalencyklopedins nätupplaga. Läst 16 februari 2015.